# Bandkniv (vävning)

Bandkniv.

Bandkniv, knivliknande redskap av ben, trä eller metall som används för att slå ihop inslagen vid vävning i bandvävstol eller bandgrind. Bandkniven har vid bandvävning samma funktion som slagbommen har vid vävning i vävstol.

## Källa
- ”bandkniv”. Nationalencyklopedin. https://www.ne.se/uppslagsverk/encyklopedi/l%C3%A5ng/bandkniv-(textilteknik). Läst 2 mars 2021.